# Lowe, Willard & Fowler Engineering Company

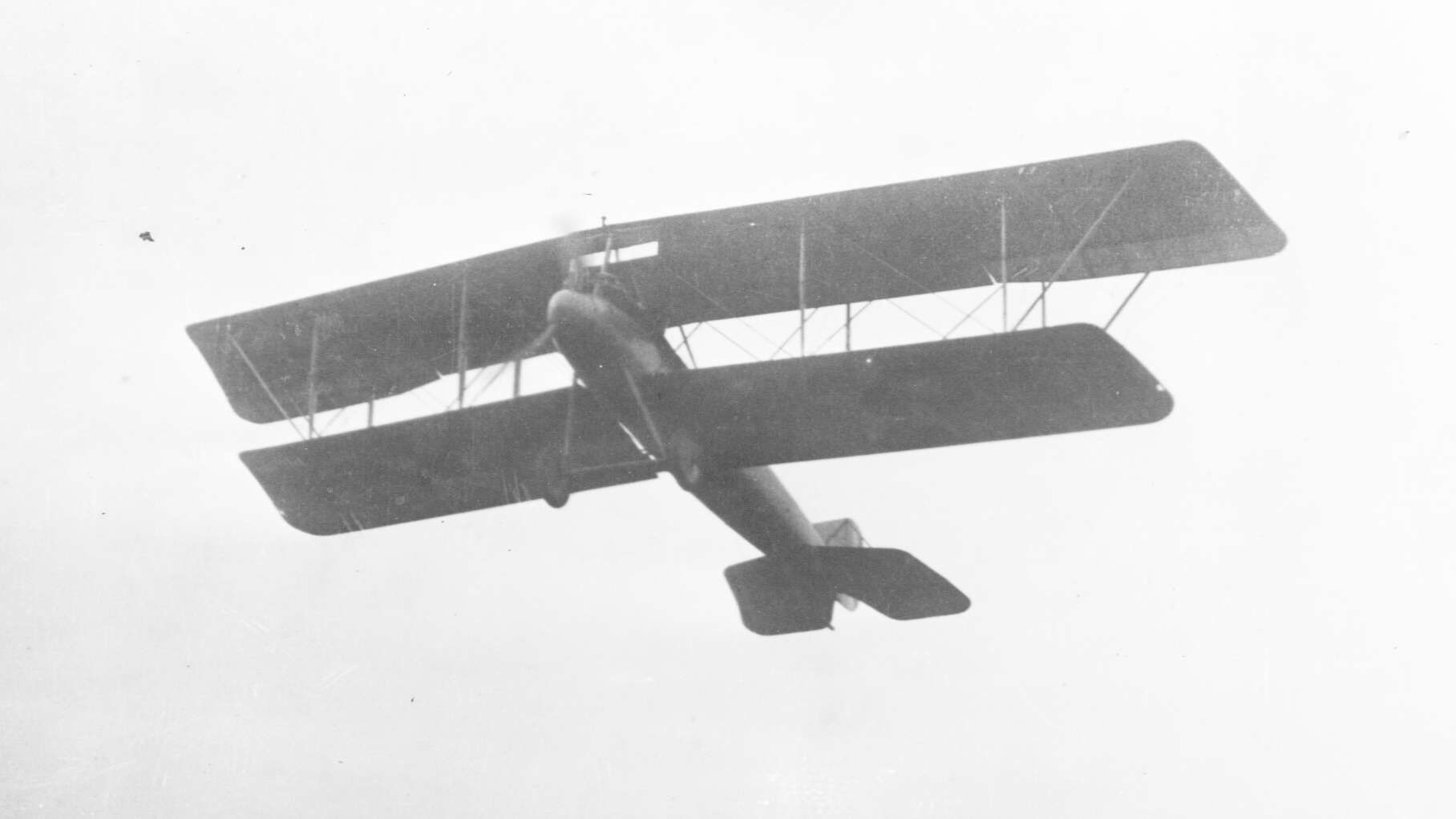
LWF modèle F (un modèle V modifié) qui a effectué le premier vol avec un moteur Liberty

La Lowe, Willard & Fowler Engineering Company était un fabricant d'avions basé à College Point, New York, fondé en décembre 1915 du nom de ses fondateurs, Edward Lowe Jr., Charles F. Willard et Robert G. Fowler.
Willard avait auparavant été employé par la Curtiss Airplane and Motor Company et Aeromarine et avait développé une technique de moulage de bois contreplaqué pour former des fuselages monocoque tandis que Fowler avait été la première personne à voler d'ouest en est à travers les États-Unis. Lowe a organisé la majorité du financement, tandis que Fowler a recruté Willard.
Fowler et Willard ont quitté l'entreprise peu de temps après en 1916 et Lowe a renommé la société L-W-F Engineering Company. Après leur départ de l'entreprise, les initiales de l'entreprise ont été réutilisées pour désigner soit le fuselage en bois laminé (Laminated Wood Fuselage), soit le lin, le fil et le tissu (Linen, Wire and Fabric). L'entreprise a été réorganisée après que Lowe ait été expulsé par des bailleurs de fonds de l'entreprise en 1917.
Outre ses propres conceptions, dont seuls le LWF model V et ses dérivés, et le J-2 (un Dehavilland DH-4 américain modifié en avion bimoteur) ont vu la production en série, LWF a construit le Curtiss HS-2L, Martin NBS-1 et le Douglas DT-2 sous licence, et ils ont modifié 63 US Dehavilland DH-4A en DH-4B.
À la suite de la réduction ou de l'annulation des commandes après la fin de la Première Guerre mondiale et à l'échec de ses projets d'après-guerre à remporter des commandes, la société a déclaré faillite en 1924.

## Avion
| Avion                          | Année                    | Nombre construit |
| ------------------------------ | ------------------------ | ---------------- |
| LWF Designs                    |                          |                  |
| Model V                        | 1916                     | 136              |
| Model F                        | 1917                     | 1                |
| Reconnaissance                 | 1917                     | 1                |
| Model G                        | 1918                     | 1                |
| Model H Owl                    | 1920                     | 1                |
| Model J-2 Twin DH              | 1919                     | 20               |
| Model L Butterfly              | 1920                     | 1                |
| XT-3                           | 1923                     | 1                |
| MO-1                           | unk.                     | 1                |
| XNBS-2                         | n/a                      | 0                |
| Total construit:               | Total construit:         | 163              |
| Licence construite/modifiée    |                          |                  |
| Curtiss HS-2L                  | 1917                     | 249              |
| US Dehavilland DH-4B (modifié) | ?                        | 63               |
| Douglas DT-2/SDW-1             | 1922                     | 20               |
| Martin NBS-1                   | 1921                     | 35               |
| Total construit/modifié:       | Total construit/modifié: | 367              |